# مارین یون
مارین یون (رومانیایی: Marin Ion؛ زادهٔ ۲۵ مارس ۱۹۵۵) مربی فوتبال اهل رومانی است.
از باشگاه‌هایی که در آن بازی کرده‌است می‌توان به باشگاه فوتبال راپید بخارست و باشگاه فوتبال دینامو بخارست اشاره کرد.